# Okręg administracyjny 2 Düsseldorfu
Okręg administracyjny 2 Düsseldorfu, Düsseldorf-Stadtbezirk 2, Stadtbezirk 2 – okręg administracyjny (niem. Stadtbezirk) w Düsseldorfie, w Niemczech, w kraju związkowym Nadrenia Północna-Westfalia, w rejencji Düsseldorf. 
W skład okręgu administracyjnego wchodzą trzy dzielnice (Stadtteil):
1. Düsseltal
2. Flingern-Nord
3. Flingern-Süd